# Comuna Demîdivka, Kremenciuk
Demîdivka (în ucraineană Демидівка) este o comună în raionul Kremenciuk, regiunea Poltava, Ucraina, formată din satele Demîdivka (reședința), Hunkî, Iaremivka, Kovali, Naidenivka, Radociînî și Șcerbuhî.

## Demografie
Componența lingvistică a comunei Demîdivka
     Ucraineană (95,37%)
     Rusă (3,78%)
     Alte limbi (0,73%)
Conform recensământului din 2001, majoritatea populației comunei Demîdivka era vorbitoare de ucraineană (95,37%), existând în minoritate și vorbitori de rusă (3,78%).